# Liste der Biografien/Bartn
Liste der Biografien |
Portal Biografien |
Personensuche
# |
A |
B |
C |
D |
E |
F |
G |
H |
I |
J |
K |
L |
M |
N |
O |
P |
Q |
R |
S |
T |
U |
V |
W |
X |
Y |
Z |
?
 
Ba |
Be |
Bd |
Bg |
Bh |
Bi |
Bj |
Bl |
Bm |
Bn |
Bo |
Br |
Bs |
Bu |
Bw |
By |
Bz
 
Baa |
Bab |
Bac |
Bad |
Bae |
Baf |
Bag |
Bah |
Bai |
Baj |
Bak |
Bal |
Bam |
Ban |
Bao |
Bap |
Baq |
Bar |
Bas |
Bat |
Bau |
Bav |
Baw |
Bax–Baz
 
Bara |
Barb |
Barc |
Bard |
Bare |
Barf |
Barg |
Barh |
Bari |
Barj |
Bark |
Barl |
Barm |
Barn |
Baro |
Barp |
Barq |
Barr |
Bars |
Bart |
Baru |
Barv |
Barw |
Bary |
Barz
 
Barta |
Bartb |
Bartc |
Bartd |
Barte |
Bartf |
Barth |
Barti |
Bartk |
Bartl |
Bartm |
Bartn |
Barto |
Bartr |
Barts |
Bartt |
Bartu |
Bartv |
Barty |
Bartz
Die Liste der Biografien führt alle Personen auf, die in der deutschsprachigen Wikipedia einen Artikel haben. Dieses ist eine Teilliste mit 13 Einträgen von Personen, deren Namen mit den Buchstaben „Bartn“ beginnt.

## Bartn

### Bartni
- Bartnicka-Tajchert, Henryka (1922–1997), polnische Zahnärztin und Widerstandskämpferin
- Bartnicki, Günter (* 1932), deutscher Fußballspieler
- Bartnig, Fritz-Karl (1926–1988), deutscher Politiker (CDU), CDU-Bezirksvorsitzender Leipzig
- Bartnig, Horst (1936–2025), deutscher Maler
- Bartnik, Günter (1949–2023), deutscher Biathlet
- Bartnik, Wojciech (* 1967), polnischer Boxer
- Bartning, Carl Otto (1909–1983), deutscher Filmeditor
- Bartning, Ludwig (1799–1864), deutscher Architekt und mecklenburgischer Baubeamter
- Bartning, Ludwig (1876–1956), deutscher Maler
- Bartning, Otto (1883–1959), deutscher Architekt und ArchitekturtheoretikerOtto Bartning (1883–1959)

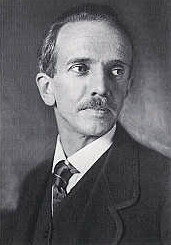
Otto Bartning (1883–1959)

- Bartnitzky, Horst (* 1940), deutscher Pädagoge und Grundschuldidaktik-Autor

### Bartno
- Bartnowska, Weronika (* 2000), polnische Leichtathletin
- Bartnowskaja, Julija Anatoljewna (* 1984), russische Ringerin